# Eleições estaduais em Pernambuco em 1986
As eleições estaduais em Pernambuco em 1986 ocorreram em 15 de novembro como parte das eleições gerais no Distrito Federal, em 23 estados e nos territórios federais do Amapá e Roraima. Foram eleitos o governador Miguel Arraes, o vice-governador Carlos Wilson e os senadores Mansueto de Lavor e Antônio Farias, além de 25 deputados federais e 49 deputados estaduais.
Cearense de Araripe, o advogado Miguel Arraes formou-se na Universidade Federal de Pernambuco em 1937 e ingressou no serviço público através do Instituto do Açúcar e do Álcool tornando-se delegado do mesmo. Secretário de Fazenda no governo Barbosa Lima Sobrinho, chegou a integrar o PSD, mas estreou na política ao ser eleito deputado estadual pelo PST em 1954. Voltou à Secretaria de Fazenda no governo Cid Sampaio, seu concunhado, e venceu a eleição para prefeito do Recife em 1959. Eleito governador de Pernambuco em 1962, foi deposto pelo coronel João Dutra de Castilho nas primeiras horas do Regime Militar de 1964, A seguir teve os direitos políticos cassados pelo Ato Institucional Número Um e foi levado à ilha de Fernando de Noronha e depois ao Recife e ao Rio de Janeiro antes de seguir para a Argélia retornando ao Brasil em graças à Lei da Anistia em 1979 a tempo de se filiar ao MDB e a seguir ao PMDB elegendo-se deputado federal em 1982 e governador de Pernambuco em 1986.
A campanha pela sucessão do governador Gustavo Krause foi antecipada mediante a vitória de Jarbas Vasconcelos (PSB) na eleição municipal do Recife em 1985 com o apoio de Miguel Arraes que para assegurar seu retorno ao Palácio do Campo das Princesas fechou um acordo com um grupo de ex-arenistas abrigados no PMDB e indicou como vice-governador o nome de Carlos Wilson e entregou uma das vagas na eleição de senador para Antônio Farias que liderou uma dissidência do PDS abrigada no PMB enquanto a outra cadeira ficou com Mansueto de Lavor visto que Marcos Freire preferiu manter-se na presidência da Caixa Econômica Federal embora este último tenha se indisposto como Miguel Arraes quando se aproximou do PFL no início do governo José Sarney a pretexto de preservar em Pernambuco uma coligação vigente em nível nacional.
Nas eleições proporcionais as vagas ficaram concentradas entre PMDB e PFL, este último surpreendido pela derrota de Roberto Magalhães na disputa para senador, todavia a presença do ministro Marco Maciel assegurou unidade ao partido a ponto de permitir sua vitória nas eleições seguintes.

## Resultado da eleição para governador
Segundo o Tribunal Regional Eleitoral de Pernambuco houve 299.153 votos em branco (10,08%) e 61.683 votos nulos (2,08%), calculados sobre o comparecimento de 2.967.362 eleitores, com os 2.606.526 votos nominais assim distribuídos:
| Candidatos a governador do estado | Candidatos a vice-governador | Número | Coligação                                                     | Votação   | Percentual |
| --------------------------------- | ---------------------------- | ------ | ------------------------------------------------------------- | --------- | ---------- |
| Miguel Arraes PMDB                | Carlos Wilson PMDB           | 15     | Frente Popular de Pernambuco (PMDB, PMB, PCB, PCdoB, PH, PND) | 1.587.726 | 60,91%     |
| José Múcio Monteiro PFL           | José Muniz Ramos PFL         | 25     | Frente Democrática (PFL, PTB, PDS, PSC, PDC)                  | 1.018.800 | 39,09%     |
| Fontes:                           |                              |        |                                                               |           |            |

## Resultado da eleição para senador
Embora tenha informado a ocorrência de 4.733.372 votos válidos, o Tribunal Regional Eleitoral de Pernambuco não informou a quantidade de votos em branco e de votos nulos.
| Candidatos a senador da República | Candidatos a suplente de senador                              | Número | Coligação                                                     | Votação   | Percentual |
| --------------------------------- | ------------------------------------------------------------- | ------ | ------------------------------------------------------------- | --------- | ---------- |
| Mansueto de Lavor PMDB            | Luiz Piauhylino PMDB Petronilo Santa Cruz PMDB                | 151    | Frente Popular de Pernambuco (PMDB, PMB, PCB, PCdoB, PH, PND) | 1.280.388 | 27,05%     |
| Antônio Farias PMB                | Ney Maranhão PMB Ivan Rodrigues da Silva PMDB                 | 261    | Frente Popular de Pernambuco (PMDB, PMB, PCB, PCdoB, PH, PND) | 1.204.869 | 25,46%     |
| Roberto Magalhães PFL             | Carlos Alberto Oliveira PFL Aristófanes de Andrade Silva PFL  | 251    | Frente Democrática (PFL, PDS, PTB, PSC, PDC)                  | 1.015.328 | 21,45%     |
| Margarida Cantarelli PFL          | Carlos Alberto Nogueira Rabelo PFL Edgar Mattos PFL           | 252    | Frente Democrática (PFL, PDS, PTB, PSC, PDC)                  | 643.237   | 13,59%     |
| Cid Sampaio PL                    | José Augusto Lins e Silva Pires PL Marco Polo Silva Campos PL | 221    | PL (sem coligação)                                            | 493.893   | 10,43%     |
| Ivan Mauricio dos Santos PSB      | Walteir José da Silva PSB Ovídio Ferreira de Paula PSB        | 401    | PSB (Sem coligação)                                           | 80.143    | 1,69%      |
| Jacob Nouri Tumajan PDT           | Pedro Feliciano de Andrade PDT Otacílio de Souza Castro PDT   | 122    | PDT (sem coligação)                                           | 15.514    | 0,33%      |
| Fontes:                           |                                                               |        |                                                               |           |            |

## Deputados federais eleitos
São relacionados os candidatos eleitos com informações complementares da Câmara dos Deputados.

Representação eleita
  PMDB: 13
  PFL: 11
  PCB: 1

Fonteː
| Deputados federais eleitos | Partido | Votação | Percentual | Cidade onde nasceu      | Unidade federativa |
| Joaquim Francisco          | PFL     | 142.359 |            | Recife                  | Pernambuco         |
| Fernando Lyra              | PMDB    | 90.767  |            | Recife                  | Pernambuco         |
| Roberto Freire             | PCB     | 75.394  |            | Recife                  | Pernambuco         |
| Osvaldo Coelho             | PFL     | 61.381  |            | Juazeiro                | Bahia              |
| Paulo Marques              | PFL     | 59.157  |            | Carpina                 | Pernambuco         |
| Inocêncio Oliveira         | PFL     | 59.133  |            | Serra Talhada           | Pernambuco         |
| Fernando Bezerra Coelho    | PMDB    | 58.773  |            | Petrolina               | Pernambuco         |
| Gilson Machado             | PFL     | 55.572  |            | Recife                  | Pernambuco         |
| Ricardo Fiúza              | PFL     | 45.225  |            | Fortaleza               | Ceará              |
| Geraldo Melo               | PMDB    | 44.503  |            | Jaboatão dos Guararapes | Pernambuco         |
| José Jorge                 | PFL     | 44.374  |            | Recife                  | Pernambuco         |
| José Mendonça Bezerra      | PFL     | 44.216  |            | Belo Jardim             | Pernambuco         |
| Maurílio Ferreira Lima     | PMDB    | 42.558  |            | Limoeiro                | Pernambuco         |
| José Moura                 | PFL     | 41.589  |            | Recife                  | Pernambuco         |
| Cristina Tavares           | PMDB    | 40.618  |            | Garanhuns               | Pernambuco         |
| Wilson Campos              | PMDB    | 39.667  |            | Brejo da Madre de Deus  | Pernambuco         |
| Salatiel Carvalho          | PFL     | 39.519  |            | Bacabal                 | Maranhão           |
| Luís Freire                | PMDB    | 38.232  |            | Recife                  | Pernambuco         |
| Gonzaga Patriota           | PMDB    | 38.106  |            | Sertânia                | Pernambuco         |
| José Tinoco                | PFL     | 37.464  |            | Recife                  | Pernambuco         |
| José Carlos Vasconcelos    | PMDB    | 36.747  |            | Recife                  | Pernambuco         |
| Egídio Ferreira Lima       | PMDB    | 35.019  |            | Timbaúba                | Pernambuco         |
| Marcos Queiroz             | PMDB    | 32.747  |            | Recife                  | Pernambuco         |
| Nilson Gibson              | PMDB    | 32.220  |            | Recife                  | Pernambuco         |
| Harlan Gadelha             | PMDB    | 29.893  |            | Goiana                  | Pernambuco         |
| Fontes:                    |         |         |            |                         |                    |

## Deputados estaduais eleitos
Concluída a apuração, as 49 cadeiras da Assembleia Legislativa de Pernambuco foram assim distribuídas: PMDB dezenove, PFL dezoito, PDT seis, PMB três, PDC duas, PDS uma.

Representação eleita
  PMDB: 19
  PFL: 18
  PDT: 6
  PMB: 3
  PDC: 2
  PDS: 1

Fonteː
| Deputados estaduais eleitos             | Partido | Votação | Percentual | Cidade onde nasceu      | Unidade federativa |
| João Ramos Coelho                       | PDT     | 77.924  |            | Recife                  | Pernambuco         |
| Osvaldo Rabelo                          | PFL     | 30.219  |            | Goiana                  | Pernambuco         |
| Felipe Coelho                           | PFL     | 29.196  |            | Ouricuri                | Pernambuco         |
| Geraldo Pinho Alves Filho               | PMDB    | 29.088  |            | Paulista                | Pernambuco         |
| José Aglailson Queralvares              | PFL     | 28.414  |            | Vitória de Santo Antão  | Pernambuco         |
| Manoel Ramos de Almeida                 | PFL     | 26.172  |            | Panelas                 | Pernambuco         |
| Arthur Correia de Oliveira              | PFL     | 25.982  |            | Limoeiro                | Pernambuco         |
| Francisco Cintra Galvão                 | PMDB    | 23.422  |            | Belo Jardim             | Pernambuco         |
| Ranilson Brandão Ramos                  | PMDB    | 23.177  |            | Orocó                   | Pernambuco         |
| Maviael Cavalcanti                      | PFL     | 22.334  |            | Macaparana              | Pernambuco         |
| Antônio Mariano de Brito                | PFL     | 21.651  |            | Afogados da Ingazeira   | Pernambuco         |
| José Geraldo da Mota Barbosa            | PFL     | 21.612  |            | Surubim                 | Pernambuco         |
| Vital Cavalcanti Novaes                 | PFL     | 21.037  |            | Escada                  | Pernambuco         |
| Geraldo de Souza Coelho                 | PFL     | 20.987  |            | Petrolina               | Pernambuco         |
| Manoel Ferreira da Silva                | PDC     | 20.856  |            | Jaboatão dos Guararapes | Pernambuco         |
| Maria Lúcia Heráclio de Souza Lima      | PMDB    | 19.886  |            | Abreu e Lima            | Pernambuco         |
| Mendonça Filho                          | PFL     | 19.805  |            | Recife                  | Pernambuco         |
| Henrique José Queiroz Costa             | PFL     | 19.116  |            | Recife                  | Pernambuco         |
| Garibaldi Bezerra Gurgel                | PDS     | 19.032  |            | Palmares                | Pernambuco         |
| Marcus Cunha                            | PMDB    | 18.747  |            | Bezerros                | Pernambuco         |
| Joel de Holanda                         | PFL     | 17.278  |            | Arcoverde               | Pernambuco         |
| José Humberto de Moura Cavalcanti Filho | PMDB    | 16.916  |            | Limoeiro                | Pernambuco         |
| Roldão Joaquim dos Santos               | PDT     | 16.746  |            | São Joaquim do Monte    | Pernambuco         |
| Carlos Porto de Barros                  | PFL     | 16.216  |            | Canhotinho              | Pernambuco         |
| Argemiro Pereira de Menezes             | PFL     | 15.862  |            | Serra Talhada           | Pernambuco         |
| José Antônio Liberato                   | PFL     | 15.828  |            | Aracati                 | Ceará              |
| João Ferreira Lima Filho                | PMDB    | 15.705  |            | Recife                  | Pernambuco         |
| Newton D'Emery Carneiro                 | PMDB    | 15.122  |            | Palmares                | Pernambuco         |
| Fausto Valença de Freitas               | PFL     | 15.069  |            | Igarassu                | Pernambuco         |
| Ademir Barbosa da Cunha                 | PDC     | 15.022  |            | Paulista                | Pernambuco         |
| Roberto Fontes                          | PMDB    | 14.988  |            | Caruaru                 | Pernambuco         |
| Paulo Bezerra Leite de Araújo           | PMDB    | 14.874  |            | Ipojuca                 | Pernambuco         |
| Ivo Tino do Amaral                      | PFL     | 14.783  |            | Lajedo                  | Pernambuco         |
| Inaldo Ivo Lima                         | PMDB    | 14.311  |            | Angelim                 | Pernambuco         |
| Paulo Pessoa Guerra Filho               | PMDB    | 14.259  |            | Recife                  | Pernambuco         |
| Clodoaldo da Silva Torres Filho         | PMDB    | 14.400  |            | Bom Jardim              | Pernambuco         |
| José Humberto Lacerda Barradas          | PMDB    | 13.926  |            | Recife                  | Pernambuco         |
| Jose Áureo Rodrigues Bradley            | PMDB    | 13.178  |            | Arcoverde               | Pernambuco         |
| Pedro Eurico de Barros e Silva          | PMDB    | 13.014  |            | Recife                  | Pernambuco         |
| Álvaro Silva Ribeiro                    | PMDB    | 12.387  |            | Recife                  | Pernambuco         |
| Severino de Almeida Filho               | PMB     | 12.221  |            | Santa Maria do Cambucá  | Pernambuco         |
| Manoel Alves de Souza                   | PMB     | 12.166  |            | São Lourenço da Mata    | Pernambuco         |
| Adalberto Farias Cabral                 | PMB     | 12.067  |            | Surubim                 | Pernambuco         |
| Gilvan Coriolano da Silva               | PMDB    | 11.861  |            | Serra Talhada           | Pernambuco         |
| Manoel Tenório Luna                     | PMDB    | 11.563  |            | Garanhuns               | Pernambuco         |
| Carlos Lapa                             | PDT     | 10.237  |            | Recife                  | Pernambuco         |
| Sérgio Guerra                           | PDT     | 9.899   |            | Recife                  | Pernambuco         |
| Adolfo José da Silva                    | PDT     | 8.622   |            | Olinda                  | Pernambuco         |
| Murilo Paraíso                          | PDT     | 8.142   |            | Recife                  | Pernambuco         |
| Fontes:                                 |         |         |            |                         |                    |